# رابین هاب
رابین هاب (انگلیسی: Robin Hobb؛ زادهٔ ۵ مارس ۱۹۵۲) یک نویسنده، پدیدآور، و رمان‌نویس اهل ایالات متحده آمریکا است. سه‌گانه غیبگو اثر وی است.